# Attacus intermedius
Attacus intermedius is een vlinder uit de familie nachtpauwogen (Saturniidae), onderfamilie Saturniinae.
De wetenschappelijke naam van de soort is voor het eerst geldig gepubliceerd door Jurriaanse & Lindemans in 1920.